# Thomas Loidl

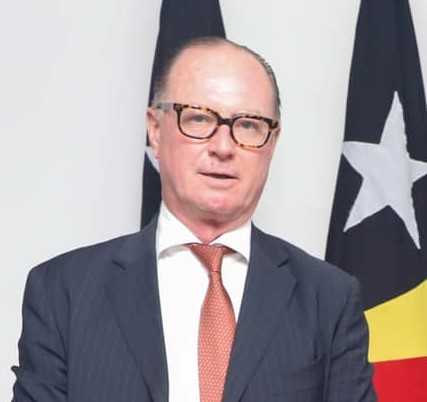
Thomas Loidl (2022)

Thomas Loidl (* 25. August 1964 in Bad Aussee, Steiermark) ist ein österreichischer Diplomat. Er war von 2013 bis 2017 der österreichische Botschafter in Vietnam und ist seit 2022 der österreichische Botschafter in Indonesien.

## Leben
Thomas Loidl studierte Rechtswissenschaft und Internationale Beziehungen an der Universität Wien und der Georgetown University in Washington, D.C. Er promovierte zum Doktor der Rechte. An der Diplomatischen Akademie Wien hat er einen Lehrauftrag.

## Diplomatischer Werdegang
Von 1994 bis 1996 arbeitete er im österreichischen Außenministerium im Völkerrechtsbüro und der Abteilung Allgemeines Völkerrecht, unterbrochen von März bis September 1995 von seinem ersten Auslandseinsatz, der ihn als Attaché in die österreichische Botschaft in Nigeria führte. Von 1996 bis 2000 war er Erster Botschaftssekretär im Referat für Umwelt- und Entwicklungsangelegenheiten der Ständigen Vertretung Österreichs bei den Vereinten Nationen in Genf. Dann wechselte er 2000 bis 2003 als Botschaftsrat und Erstzugeteilter an die Botschaft in Indonesien. Von 2003 bis 2004 war er im Innendienst im Außenministerium Botschaftsrat im Referat für Nordamerika der Amerikaabteilung der Sektion für politische Angelegenheiten, und von 2004 bis 2009 war er als Gesandter Leiter des Referats für internationales Umweltrecht und Wirtschaft im Völkerrechtsbüro des Außenministeriums. Von 2009 bis 2013 fungierte er als Gesandter und Erstzugeteilter an der Botschaft in Japan.
Im August 2013 wurde Thomas Loidl als Nachfolger von Georg Heindl, der als Generalkonsul in das Generalkonsulat in New York wechselte, zum Botschafter in Vietnam in Hanoi berufen. Im September 2017 wurde er dort von Thomas Schuller-Götzburg abgelöst. Am 15. Dezember 2021 wurde Thomas Loidl als zukünftiger Botschafter in Indonesien mit Mitakkreditierung in Osttimor vorgeschlagen, als Nachfolger von Johannes Peterlik. Die Akkreditierung Loidls in Osttimor fand am 24. Oktober 2022 statt.